# باول بريان (كاتب أغاني)
باول بريان (بالإنجليزية: Paul bryan)‏ هو كاتب أغاني أمريكي، ولد في 13 أبريل 1967 في سان بدروس ‏ في الولايات المتحدة.

## وصلات خارجية
- الموقع الرسمي
- باول بريان على موقع IMDb (الإنجليزية)
- باول بريان على موقع ميوزك برينز (الإنجليزية)
- باول بريان على موقع ديسكوغز (الإنجليزية)